# Medalha de Mérito Histórico Farroupilha
O Instituto de História e Tradições do Rio Grande do Sul (IHTRGS) criou a 10 de Setembro de 2004, no aniversário do Combate do Seival e da fundação do IHTRGS, a Medalha de Mérito Histórico Farroupilha com o objectivo de agraciar militares, civis e entidades que apoiam o Instituto nas suas actividades, meios e fins, ou que contribuam para a construção e consolidação da história e das tradições do Rio Grande do Sul.
É Grão-Mestre da Medalha de Mérito Histórico Farroupilha o Presidente do IHTRGS, Coronel Eng QEMA Cláudio Moreira Bento.

## Descrição da medalha
A Medalha de Mérito Histórico Farroupilha apresenta ao fundo a primeira bandeira tricolor Farrapa, sobreposto pela ponta de lança usada pelos lanceiros negros e pela pena da assinatura do tratado de Ponche Verde e da escrita da história dos feitos e factos que originaram o espírito da República do Brasil.
A Medalha de Mérito Histórico Farroupilha apresenta-se em formato simples e sem ostentação, como simples e sem ostentação foi a vida dos Farrapos e da República por eles fundada.
A fita mede 35 mm divididas igualmente em 5 listras de 7 mm de cores verde e amarela, centralizada pela cor vermelha, simbolizando as cores da República Riograndense e do Estado do Rio Grande do Sul.

## Lista de galardoados
- Senhor Pedro Antônio Xavier Zaluski
- Senhor Everton Luiz Gomes Braz
- Senhor Alexandre Luzardo da Silva
- Vereador Maurício Dziedricki
- Dr. Eduardo Cunha Muller
- Dr. Flávio Camargo
- Coronel Luiz Ernani Caminha Giorgis
- Coronel Dalmo Itaboraí dos Santos do Nascimento
- Tenente Coronel Edson Estivalet Bilhalva
- Major André Luis Woloszyn[1]
- Capitão José Alexandre da Costa Braga
- Tenente Roberto Guterrez Silveira
- Coronel João Batista rosa Filho
- Tenente Coronel Marco Aurélio da Silva Furlin
- Tenente Coronel Isaías Malinski[2]
- Tenente Coronel Joel Prates Pedroso[2]
- Major Marcelo Lopes Rosa[2]
- Major José Henrique Gomes Botelho[2]
- Cabo Vladimir Woloszyn
- Coronel Airton Carlos da Costa[2]
- Coronel Ilson Pinto de Oliveira[2]
- Coronel José Carlos de Moura[2]
- Senhor João Marinônio Carneiro Lages[1]
- Senhor Flávio Azambuja Kremer[1]
- Senhor Armando Ecíquo Peres[1]
- Senhor Cairo Moreira Pinheiro[1]
- Coronel Roberto Leonardo Carvalho de Araújo[1]